# 克里斯特·迈贝克
克里斯特·迈贝克（瑞典語：Christer Majbäck，1964年1月30日—），瑞典男子越野滑雪运动员。他曾代表瑞典参加1988年、1992年和1994年冬季奥林匹克运动会越野滑雪比赛，获得一枚铜牌。